# Валіха
Валіха (малаг. valiha) — мадагаскарський традиційний струнний музичний інструмент. Вважається національним інструментом Мадагаскару.

## Опис
Виготовляється з порожнистого стовбура бамбука Valiha diffusa завдовжки 90–120 см і діаметром 7–10 см. Інколи використовують види бамбука з великим міжвузлям. До нього зовні прикріплені 21–24 струни. Може виготовлятися також з сосни або металу. Струни для валіха спочатку виготовлявся з волокон бамбука, які закріплені за допомогою трісок. У XXI столітті при відсутності професійних струн використовуються металеві жили з кабелів типу боуден-трос. На східному березі Мадагаскару, в околицях Туамасіни, валіха виготовлялася з металевої бляхи, при цьому її згинають в паралелепіпед, а не в циліндр, а струни натягують тільки на одній з граней, причому струни для лівої і правої руки виконавця розташовують окремо. Етнічна група антандрой та інші південні народності використовують власних різновид валіхи — «маровані» (дослівно «багато струн»), яку роблять із соснових планок. Маровані має прямокутний перетин і товстіші, ніж зазвичай, струни з жил промислових кабелів.
Фіксованого ладу у валіхи немає, використовується кілька місцевих, а також європейський рівномірно темперований.

## Історія
Валіха з'явилася на Мадагаскарі після міграцій малайців. Вона споріднена кільком малайсько-індонезійським музичним інструментам, інструментам гірських народів В'єтнаму і індійського округу Бастар (бхуябаджа).
Валіха використовувалася у релігійних ритуалах для залучення добрих духів. Вважається, що тільки інструменти певного тембру можуть допомогти викликати необхідних духів, так як вони розрізняють висоту музичного звуку.

## Виконавці
Одним з найвідоміших гравців на валісі ХХ століття є Ракотозафі (народився у 1938 році). Більшість з небагатьох записів у виконанні Ракотозафі, були зробленні у центральній студії Малагасійського радіо. Сильвестр Рендафісон є ще одним відомим музикантом на валісі.